# Maison du Temple
La fortalesa del Temple (en francès Maison du Temple) va ser la seu dels templers a París i la més gran de les comandes religioses a França. Es tractava d'un tancat emmurallat amb una església i altres edificis protegits. Una de les torres va fer de tresoreria i el 1792 fou la presó del rei. Fins a la revolució va ser un lloc lliure de càrregues fiscals i d'asil per a deutors insolvents; cosa que motivà l'antipatia de Felip IV envers l'orde del Temple. El 1312 fou expropiada, però es va salvar de la transmissió a Orde de Sant Joan de Jerusalem durant uns anys. De tot el conjunt d'edificis monacals només va quedar la casa del prior que va esdevenir un palau, propietat dels ducs d'Angulema que portaven el títol honorari de priors de l'orde de Sant Joan i fou on es reunia una famosa societat filosòfica-literària freqüentada entre d'altres per Voltaire. Al segle xix també aquesta casa fou destruïda.

## Situació

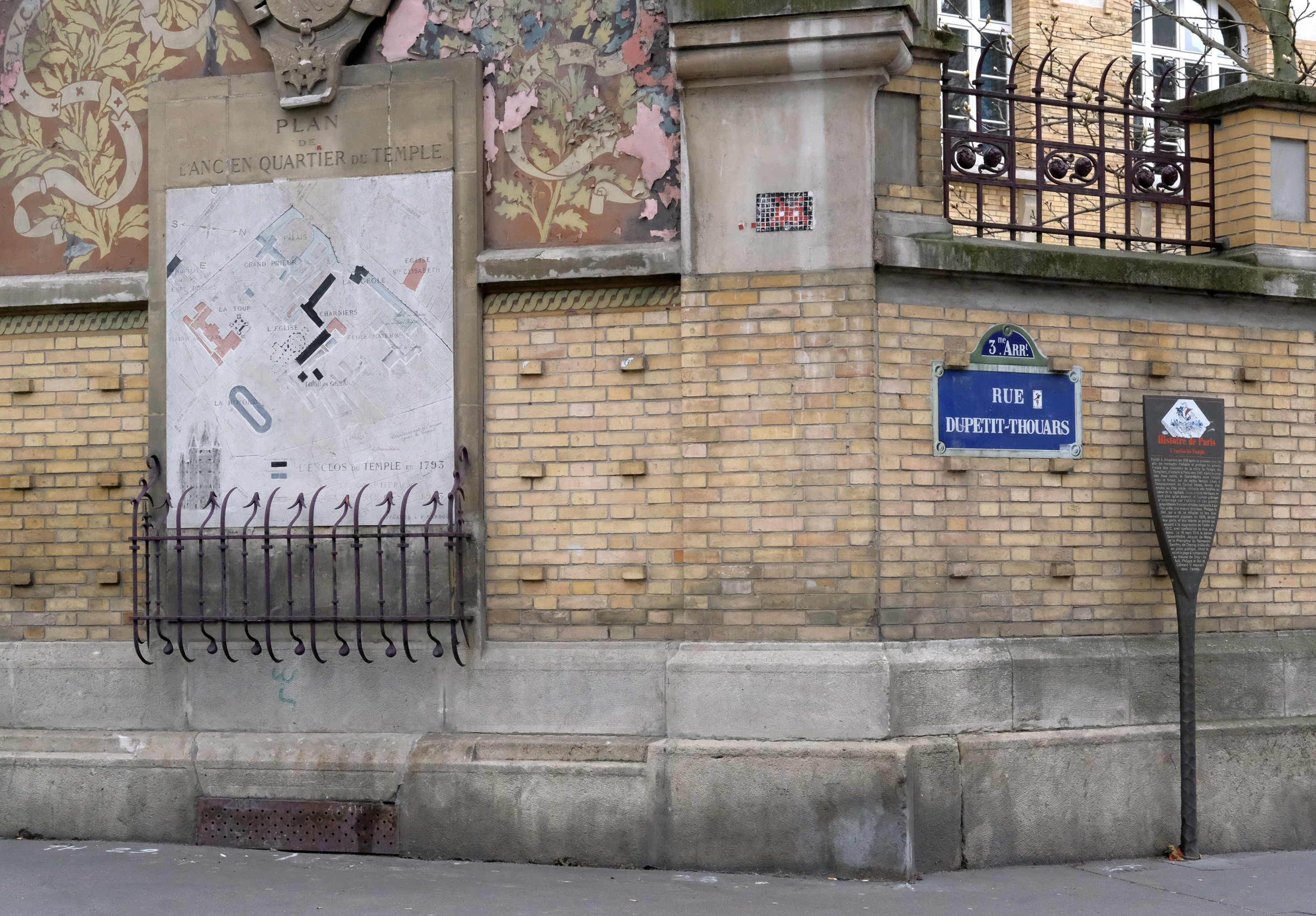
Plànol històric de París, exposat en un carrer d'aquesta zona.

La fortalesa del Temple estava construïda sobre un ampli terreny que havia estat donat a l'orde vers el 1170, i llavors els templers es van mudar de la senzilla casa (Vieux Temple) que tenien a la part del darrere de la place de Grève (actual plaça de l'ajuntament), entre l'església de sant Joan i la de sant Gervasi.
L'amplitud del terreny va permetre construir un conjunt d'edificis, amb carrers entremig, de manera que constituïa una petita vila dins la ciutat, que els parisencs anomenaven Ville-Neuve du Temple, carrers que quedaven entre la muralla de la fortalesa i la muralla de la ciutat (muralla de Felip August).
Aquest terreny estava situat a l'exterior de la muralla de Felip August, gairebé ocupant el llarg de la posterior muralla construïda en temps de Carles V (de 1356-1383). La fortalesa tenia forma de quadrilàter, que coincideix amb els actuals carrers: rue du Temple, rue de Bretagne, rue de Picardie i l'eix que dibuixa el començament de la rue de la Corderie amb l'extrem nord de la cité Dupetit-Thouars i el punt en què la rue Notre-Dame-de-Nazareth desemboca en la rue du Temple.

## Descripció

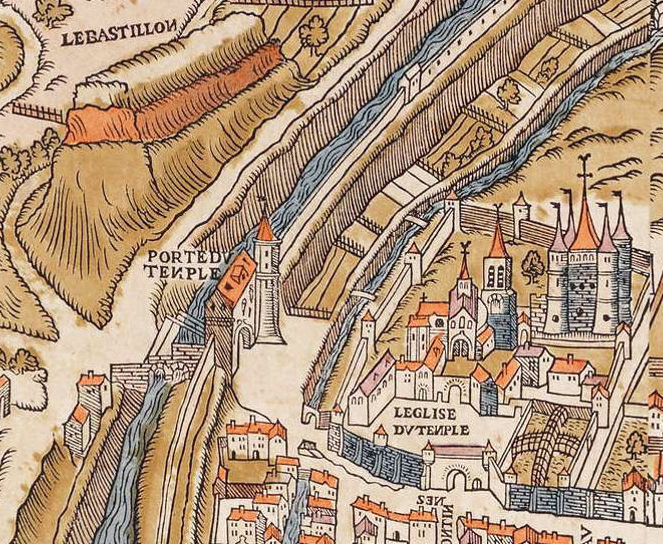
La fortalesa dibuixada en un plànol del vers el 1550

El recinte estava envoltat per muralles acabades amb merlets, reforçades a intervals per torres. Aquest sistema defensiu tenia a més una gran torre quadrada, anomenada Torre Cèsar i un imponent donjon anomenat Gran Torre del Temple. El recinte comprenia, com totes les seus dels templers, una església dedicada a la mare de Déu, la residència dels monjos i uns estables. La resta del tancat es va dividir en parcel·les que es van llogar a ciutadans on podien fer les seves cases. Al començament en aquestes cases només hi havien les famílies dels treballadors que van participar en la construcció dels edificis monacals, després se'ls va permetre muntar negocis, per exemple se sap que hi havia una carnisseria. A aquests ciutadans, els templers els oferien avantatges fiscals, com ara no pagar l'obligat peatge de la muralla ni la taxa per càrrega, a més d'estar exempts per a la milícia. El 1362 hi havia 240 cases dins el tancat, cosa que implica una població aproximada de 1.200 persones.
El lloc era tan segur que el 1146 el rei Felip II va encomanar als templers que custodiessin el tresor reial, el qual van ficar dins la Gran Torre. Aquest monarca va establir un sistema de comptabilitat fiscal, antecessor de la Cambra dels Comptes, segons el qual uns funcionaris reials havien d'anar tres cops a l'any a la fortalesa del Temple per dipositar-hi els ingressos de l'Estat. Aquesta pràctica es mantingué fins al regnat de Felip IV. El 1312 l'orde del Temple fou dissolta, però Lluís X, no va transferir aquesta propietat a l'orde dels hospitalers com havia promès son pare Felip IV, sinó que el va fer servir perquè servís de manutenció a la seva vídua Clemència d'Hongria. En aquesta època se'n van fer diverses modificacions a la fortalesa.
El 1667 les muralles del recinte es van tombar per donar lloc a la construcció de cases particulars i tallers d'artesans; part dels fonaments van quedar amagats sota les columnes d'una galeria comercial anomenada Carré du Temple.

## La casa del prior
Un dels edificis del recinte, la casa del prior, va passar a ser al segle xvi l'apanatge dels bastards de la família reial (Enric d'Angulema i Carles d'Angulema). El 1665, Pierre Delisle-Mansart hi feu construir un palau per ser la residència de Jacques de Souvré, gran prior de l'orde dels hospitalers.
Una pintura del 1764, obra de Michel-Barthélemy Ollivier, mostra el gran saló del palau, en aquell temps habitat pel príncep de Conti, rebent una visita del jove Mozart.
Alguns priors de l'orde dels hospitalers que hi van residir són:
- Enric II d'Angulema
- Carles de Valois V d'Angulema
- Georges de Regnier-Guerchy
- Alexandre de Vendôme
- Amador de La Porte* Hugues de Bussy-Rabutin
- Jacques de Souvré
- Henri d'Estampes-Valençay
- Philippe de Vendôme[a]
- Jean Philippe d'Orléans
- Louis-François de Bourbon-Conti
- Lluís Antoni de França

## Altres edificis del tancat
- La Rotonde un edifici circular fet construir el 1781 per Alexandre-Charles-Emmanuel de Crussol, obra de l'arquitecte François-Victor Perrard de Montreuil.
- L'església, que va ser enderrocada el 1796.
- El cementiri, situat on està actualment la rue Eugène-Spuller.